# Theridion eugeni
Theridion eugeni är en spindelart som beskrevs av Roewer 1942. Theridion eugeni ingår i släktet Theridion och familjen klotspindlar.
Artens utbredningsområde är Bioko. Inga underarter finns listade i Catalogue of Life.